# 曼娜塔拉·阿里·艾哈邁德
曼娜塔拉·阿里·艾哈邁德（Menatalla Ali Ahmed，1995年11月12日—）是一名埃及輕艇運動員，主攻女子愛斯基摩艇項目。她曾獲得四座非洲錦標賽季軍。

## 外部連結
- the-sports.org （页面存档备份，存于）